# East Bethel
East Bethel – miasto w Stanach Zjednoczonych, w stanie Minnesota, w hrabstwie Anoka.